# Jade Thirlwall
Pour les articles homonymes, voir Thirlwall.
Jade Thirlwall, connue maintenant sous le nom de JADE, est une auteure-compositrice-interprète britannique et ancienne chanteuse du groupe féminin Little Mix, née le 26 décembre 1992 à South Shields, en Angleterre. Elle auditionne en 2008, à l'âge de 15 ans, pour le télé-crochet The X Factor, mais est éliminée. Elle retente sa chance deux ans plus tard, puis en 2011, où elle est choisie pour former le groupe féminin Little Mix avec trois autres chanteuses : Perrie Edwards, Leigh-Anne Pinnock et Jesy Nelson. C'est le premier groupe à être gagnant de l'émission dans sa version britannique.
En 2022, peu après la séparation du groupe, Jade Thirlwall signe avec le label RCA Records. En 2024, elle sort le single Angel of My Dreams, qui atteint la 7e place au UK Singles Chart, ce qui lui vaut pas moins de cinq nominations au UK Music Video Awards.
Militante, Jade Thirlwall soutient les mouvements LGBTQIA+ et Black Lives Matter,. Depuis 2018, elle est l'ambassadrice de Stonewall, une association pour la défense des droits et des libertés LGBT.

## Biographie
Née à South Shields, dans le Tyne and Wear au nord-est de l'Angleterre en 1992, Jade Thirlwall est la benjamine de Norma Badwi (née en 1958), directrice de l'école primaire Laygate d'ascendance égypticienne et yéménite, et James Thirlwall (né en 1961), directeur d'une école communautaire de South Shields,, qui ont divorcé lorsque Jade Thirlwall était préadolescente. Jade Thirlwall a un frère, Karl David (né le 27 février 1988).
Durant son enfance, elle est dans une école élémentaire musulmane afin d'apprendre à lire et écrire en arabe. À l'école, elle est victime de racisme et de harcèlement scolaire. À l'adolescence, elle souffre d'anorexie durant plusieurs années, qui la conduit à l'hôpital à l'âge de 18 ans. Elle fait des études supérieures au South Tyneside College.

## Carrière

### 2008-2022: débuts, Little Mix et projets

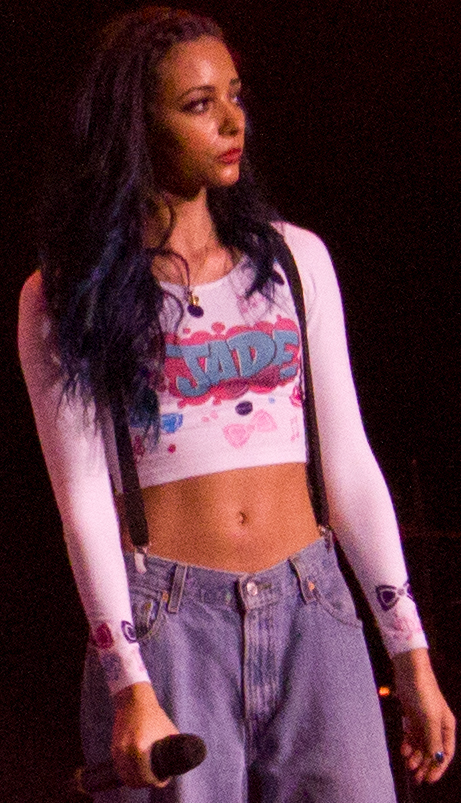
Jade Thirlwall en concert en 2013.

Passionnée de danse durant son enfance, Jade Thirlwall prend des cours de 3 à 15 ans. En 2008, à l'âge de 15 ans, elle auditionne pour le télé-crochet britannique, The X Factor en chantant Where Do Broken Hearts Go de Whitney Houston. Elle est éliminée au passage du « bootcamp ». En 2010, elle est à nouveau éliminée, ainsi qu'en 2011 avec la chanson des Beatles I Want to Hold Your Hand. Cependant, elle est placée dans un groupe mixte baptisé « Orion » avec Leigh-Anne Pinnock, tandis que Perrie Edwards et Jesy Nelson sont placées dans l'autre groupe mixte, baptisé « Faux Pas ». Les deux groupes sont éliminés, mais Kelly Rowland rappelle Jade, Perrie, Leigh-Anne et Jesy pour former le groupe féminin Rhythmix. Les jeunes femmes travaillent sous la direction de la chanteuse britannique Tulisa, et progressent très rapidement.
Le 28 octobre 2011 le groupe change de nom pour raisons juridiques et s'appelle « Little Mix ». En décembre 2011, Little Mix est gagnant de la saison de The X Factor, devenant le premier groupe féminin de l'émission à remporter la victoire. Le groupe signe avec le label de Simon Cowell, Syco Music, avec lequel il publie cinq albums. Jade Thirlwall est créditée en tant qu'autrice-compositrice pour cinquante chansons du groupe. En 2019, elle signe un contrat avec Sony Music Publishing. Durant une décennie, Little Mix est l'un des « meilleurs groupes » qui vend le plus de billets de concerts. En décembre 2021, le groupe fait une pause pour une durée indéterminée après sa tournée « Confetti Tour » en 2022, pour se lancer en solo.
En dehors du groupe, Jade Thirlwall apparaît en tant que juge invitée dans l'épisode 5 de la première saison dans la série RuPaul's Drag Race UK en octobre 2019,. Elle ouvre un bar à cocktails, le Red Door, en novembre 2019 à South Shields,. Le bar change de nom quelques mois plus tard pour « Arbeia »,. Durant la pandémie de Covid-19, elle anime une web-série culinaire pour MTV en mai 2020 intitulée « Served! », diffusée sur YouTube. Elle affronte une drag queen invitée dans chaque épisode. On y apercevra The Vivienne, Shea Coulée, Jodie Harsh, Alyssa Edwards, Baga Chipz et Courtney Act. En décembre 2020, l'artiste remporte le prix de l'égalité aux Ethnicity Awards aux côtés de Leigh-Anne Pinnock, pour leur travail en faveur de l'égalité raciale au Royaume-Uni,,. En mars 2021, elle participe à l'émission The Great British Bake Off pour l'association Stand Up to Cancer, puis, en septembre, elle est ambassadrice de la marque de sport italienne Ellesse,. Collaborant avec les cosmétiques Beauty Bay, Jade fait la promotion d'une palette de fars à paupières avec 42 couleurs, dont les thèmes sont : spiritualité, astrologie et cristaux,.

### Depuis 2022: JADE etThat's Showbiz Baby!

JADE en 2024.

En 2022, Jade Thirlwall est la juge invitée de la saison 1 de RuPaul's Drag Race: UK vs The World. Cette année, elle fait un caméo dans la série britannique Mood. Elle signe un contrat avec le label RCA Records au Royaume-Uni, et aux États-Unis, puis signe avec Full Stop Management pour une distribution internationale de sa musique. Elle coécrit la chanson Candyfloss pour la chanteuse sud-coréenne Im Na-yeon, elle a par ailleurs déjà coécrit la chanson First Time en 2021 pour le girls band sud-coréen Twice dont Nayeon fait partie.
Après deux ans de pause, Jade Thirlwall revient sur le devant de la scène et se fait appeler JADE. Le 19 juillet 2024, elle sort son premier single solo Angel of My Dreams, qui se place septième au UK Singles Chart. Elle est la seule de Little Mix à être entrée dans le Top 10 des charts durant deux semaines consécutives. En septembre 2024, elle sort le single promotionnel Midnight Cowboy, co-écrit par la chanteuse et rappeuse britannique Raye. Le 18 octobre 2024, elle sort son deuxième single officiel Fantasy, qui connait un succès modéré. Le 19 octobre 2024, elle chante sur scène pour la première fois en solo sur le plateau de l'émission Later… with Jools Holland. Lors des UK Music Video Awards, elle reçoit pas moins de cinq nominations, mais remporte le prix du "Meilleur Montage dans une Vidéo" pour son single Angel of My Dreams.
Le 10 janvier 2025, elle sort son deuxième single promotionnel, baptisé It Girl. Fin janvier 2025, JADE est annoncée parmi les artistes qui chanteront sur la scène des Brit Awards et est ainsi nommée dans deux catégories : "Artiste Pop de l'année" et "Chanson de l'année" (pour Angel of My Dreams). En février 2025, elle devient l'égérie de la marque italienne de prêt-à-porter de luxe Fendi, puis elle annonce la prochaine sortie de son troisième single officiel, intitulé FUFN (Fuck You For Now), co-écrit par Raye. Le 1er mars 2025, JADE se produit sur la scène des Brit Awards, où elle interprète un mashup de Angel of My Dreams et It Girl. Elle remporte également le prix de l'Artiste Pop de l'année, devenant ainsi la première artiste féminine issue d’un groupe à remporter ce prix.
Le 8 mars 2025, afin de célébrer la journée internationale des femmes, JADE sort une reprise de la chanson Frozen de Madonna sur Apple Music. Dans la foulée, elle annonce qu'elle se produira sur la scène du Glastonbury Festival en juin 2025. Le 14 mars 2025, elle sort son troisième single officiel, FUFN (Fuck You For Now), dont le clip réunit Amara Thirlwall (la nièce de JADE), l'acteur Connor Finch, l'animateur de radio Nick Grimshaw et Jordan Stephens (le compagnon de JADE).
Le 14 avril 2025, la chanteuse collabore avec le girls band coréen Le Sserafim sur une version anglaise de HOT, la chanson-titre de l'album éponyme, sorti en mars 2025.

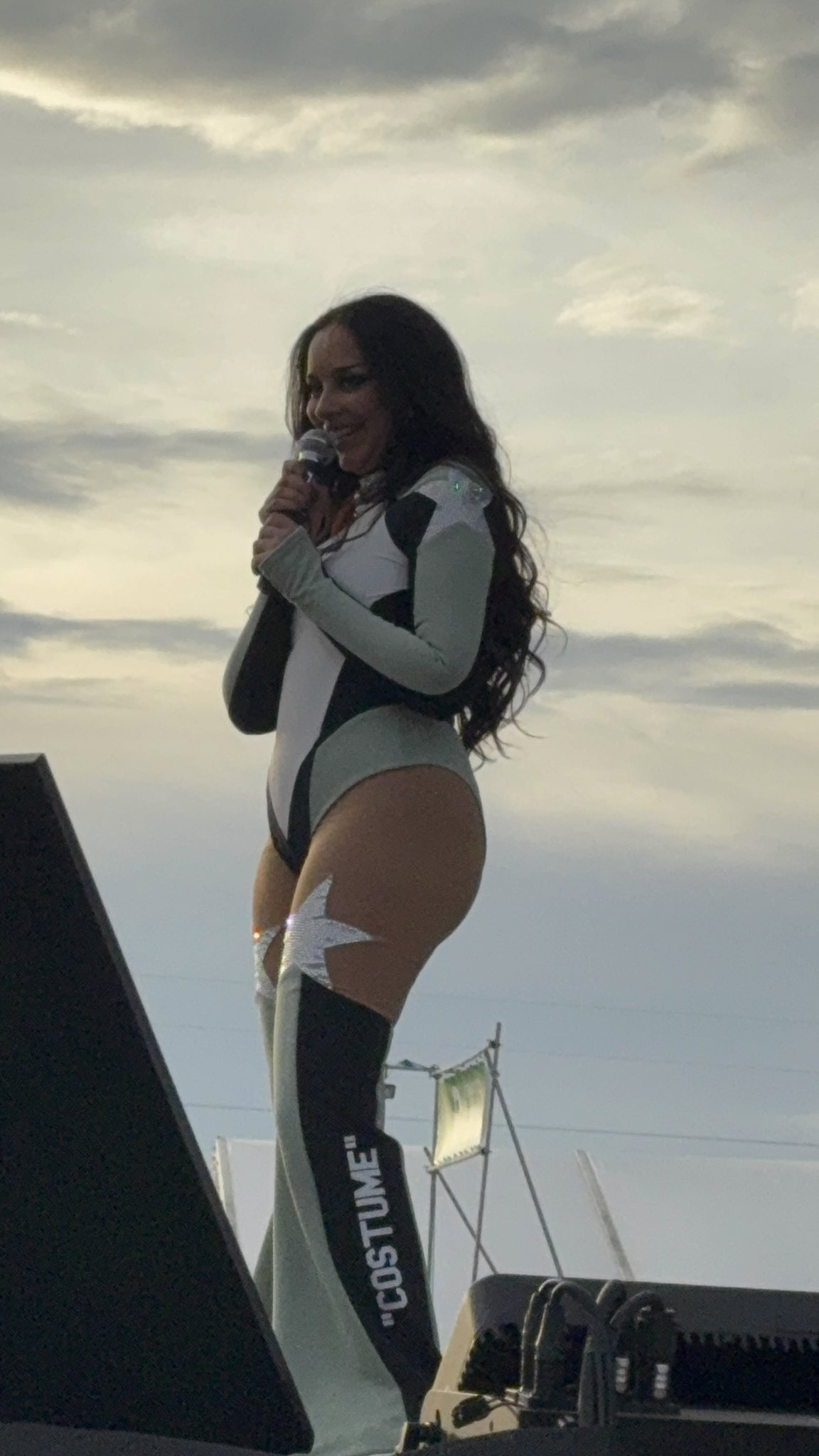
JADE sur scène en 2025.

Le 14 mai 2025, JADE annonce sur ses réseaux sociaux la sortie de son premier album solo, intitulé That's Showbiz Baby, le 12 septembre 2025. Elle annonce dans la foulée sa première tournée solo au Royaume-Uni du 8 au 19 octobre 2025. Les billets se vendent très rapidement - deux dates supplémentaires sont donc ajoutées à la demande des fans ; le 21 octobre 2025 à Bournemouth, et le 22 octobre 2025 à Londres. Elle annonce ensuite une tournée des festivals : Radio 1's Big Weekend (le 25 mai 2025), Mighty Hoopla (le 31 mai 2025), Capital's Summertime Ball (le 15 juin 2025), Glastonbury Festival (le 28 juin 2025), Montreux Jazz Festival (le 9 juillet 2025), TRNSMT Festival (le 13 juillet 2025), Pukkelpop (le 17 août 2025), et All Points East (le 23 août 2025).
Le 20 juin 2025, elle sort son quatrième single officiel, intitulé Plastic Box, dont le clip a été tourné à New York. Durant sa performance sur la scène du Glastonbury Festival le 28 juin 2025, JADE chante en exclusivité une nouvelle chanson, intitulé Gossip, en collaboration avec Confidence Man. Quelques jours plus tard, la chanteuse américaine Kesha dévoile avoir collaboré avec JADE sur la version remix de la chanson Boy Crazy qui apparaît sur son album Period.
Le 15 août 2025, JADE annonce qu'elle fera la première partie du concert de Chappell Roan le 26 et 27 août à Edinburg à l'occasion du Royal Highland Showgrounds Festival.

## Vie privée
De 2012 à 2014, JADE est en couple avec le danseur anglais Sam Craske, du groupe Diversity, puis de 2015 à 2019, avec le musicien anglais Jed Elliott, du groupe de rock The Struts. Depuis le 14 juin 2020, elle partage la vie du chanteur et rappeur anglais Jordan Stephens (en), du groupe Rizzle Kicks.

## Talent artistique

### Influences
Le style musical de JADE est un mélange de musique électronique, dance-pop, electro house, nu-disco, HyperTechno, et adult contemporary. Durant son enfance, elle écoutait beaucoup de Motown, et son grand-père maternel jouait de la musique arabe. Elle cite Diana Ross comme étant son idole depuis son enfance, et Amy Winehouse comme étant une grande influence. JADE s'est également toujours sentie inspirée par la culture Drag, et est une très grande fan de RuPaul.

### Voix
JADE possède une voix de type mezzo-soprano lyrique, avec une tessiture qui s'étend d'environ B2 - B5, ainsi qu'une bonne maîtrise des aigus et un médium très solide. Au sein du groupe Little Mix, JADE est souvent celle qui crée des harmonies complexes et soutient les voix principales. Elle a une très bonne maîtrise du mix voix poitrine / voix tête, ce qui lui permet d’atteindre des notes aigües sans tension apparente. Elle a également une capacité d’adapter sa voix selon le style musical (pop, R&B, soul, country, acoustique). Elle est réputée pour sa nuance, contrôle, expressivité et son excellente intonation en live. Elle peut atteindre des aigus puissants sans basculer dans le registre de sifflet, mais reste le plus expressive dans les médiums.

## Discographie

### Albums
- 2025 : That's Showbiz Baby! (sorti le 12 septembre 2025 sous le label RCA Records)

### Singles officiels
| Année | Titre                         | Certification           | Album                |
| ----- | ----------------------------- | ----------------------- | -------------------- |
| 2024  | Angel of My Dreams            | disque de platine (BPI) | That's Showbiz Baby! |
| 2024  | Fantasy                       | —                       | That's Showbiz Baby! |
| 2025  | FUFN (Fuck You For Now)       | —                       | That's Showbiz Baby! |
| 2025  | Plastic Box                   | —                       | That's Showbiz Baby! |
| 2025  | Gossip (feat. Confidence Man) | —                       | —                    |

### Singles promotionnels
| Année | Titre                       | Certification | Album                |
| ----- | --------------------------- | ------------- | -------------------- |
| 2024  | Midnight Cowboy             | —             | That's Showbiz Baby! |
| 2025  | It Girl                     | —             | That's Showbiz Baby! |
| 2025  | Frozen (reprise de Madonna) | —             | —                    |

### En tant que guest
| Année | Titre                 | Artiste     | Album  |
| ----- | --------------------- | ----------- | ------ |
| 2025  | HOT (English Version) | Le Sserafim | —      |
| 2025  | Boy Crazy             | Kesha       | Period |

### Chansons écrites
| Année | Artiste                       | Titre                                              | Album                |
| ----- | ----------------------------- | -------------------------------------------------- | -------------------- |
| 2012  | Little Mix                    | Wings                                              | DNA                  |
| 2012  | Little Mix                    | DNA                                                | DNA                  |
| 2012  | Little Mix                    | Change Your Life                                   | DNA                  |
| 2012  | Little Mix                    | How Ya Doin'?                                      | DNA                  |
| 2012  | Little Mix                    | Pretend It's OK                                    | DNA                  |
| 2012  | Little Mix                    | Going Nowhere                                      | DNA                  |
| 2012  | Little Mix                    | Madhouse                                           | DNA                  |
| 2012  | Little Mix                    | Case Closed                                        | DNA                  |
| 2013  | Little Mix                    | Salute                                             | Salute               |
| 2013  | Little Mix                    | Move                                               | Salute               |
| 2013  | Little Mix                    | Little Me                                          | Salute               |
| 2013  | Little Mix                    | Nothing Feels Like You                             | Salute               |
| 2013  | Little Mix                    | Competition                                        | Salute               |
| 2013  | Little Mix                    | These Four Walls                                   | Salute               |
| 2013  | Little Mix                    | About the Boy                                      | Salute               |
| 2013  | Little Mix                    | Good Enough                                        | Salute               |
| 2013  | Little Mix                    | A Different Beat                                   | Salute               |
| 2013  | Little Mix                    | They Just Don't Know You                           | Salute               |
| 2013  | Little Mix                    | Stand Down                                         | Salute               |
| 2015  | Little Mix                    | Grown                                              | Get Weird            |
| 2015  | Little Mix                    | I Love You                                         | Get Weird            |
| 2015  | Little Mix                    | OMG                                                | Get Weird            |
| 2015  | Little Mix                    | Lightning                                          | Get Weird            |
| 2015  | Little Mix                    | A.D.I.D.A.S.                                       | Get Weird            |
| 2015  | Little Mix                    | I Won't                                            | Get Weird            |
| 2015  | Little Mix                    | Clued Up                                           | Get Weird            |
| 2015  | Britney Spears et Iggy Azalea | Pretty Girls                                       | —                    |
| 2016  | Little Mix                    | Shout Out to My Ex                                 | Glory Days           |
| 2016  | Little Mix                    | Down & Dirty                                       | Glory Days           |
| 2016  | Little Mix                    | Private Show                                       | Glory Days           |
| 2018  | Little Mix                    | The National Manthem                               | LM5                  |
| 2018  | Little Mix                    | Strip (feat. Sharaya J)                            | LM5                  |
| 2018  | Little Mix                    | Joan of Arc                                        | LM5                  |
| 2018  | Little Mix                    | Love a Girl Right                                  | LM5                  |
| 2018  | Little Mix                    | Wasabi                                             | LM5                  |
| 2018  | Little Mix                    | Motivate                                           | LM5                  |
| 2018  | Little Mix                    | Notice                                             | LM5                  |
| 2018  | Little Mix                    | Woman's World                                      | LM5                  |
| 2020  | Little Mix                    | Break Up Song                                      | Confetti             |
| 2020  | Little Mix                    | Holiday                                            | Confetti             |
| 2020  | Little Mix                    | Not a Pop Song                                     | Confetti             |
| 2020  | Little Mix                    | Nothing But My Feelings                            | Confetti             |
| 2020  | Little Mix                    | Gloves Up                                          | Confetti             |
| 2020  | Little Mix                    | A Mess (Happy 4 U)                                 | Confetti             |
| 2020  | Little Mix                    | No Time For Tears (feat. Nathan Dawe)              | Confetti             |
| 2021  | Little Mix                    | No                                                 | Between Us           |
| 2021  | Little Mix                    | Between Us                                         | Between Us           |
| 2021  | Little Mix                    | Love (Sweet Love)                                  | Between Us           |
| 2021  | Little Mix                    | Cut You Off                                        | Between Us           |
| 2021  | Little Mix                    | Heartbreak Anthem (feat. David Guetta et Galantis) | Between Us           |
| 2021  | Twice                         | First Time                                         | Taste of Love        |
| 2021  | Billy Porter                  | Children                                           | Black Mona Lisa      |
| 2022  | Im Na-yeon                    | Candyfloss                                         | Im Nayeon            |
| 2024  | Elle-même                     | Angel of My Dreams                                 | That's Showbiz Baby! |
| 2024  | Elle-même                     | Midnight Cowboy                                    | That's Showbiz Baby! |
| 2024  | Elle-même                     | Fantasy                                            | That's Showbiz Baby! |
| 2025  | Elle-même                     | It Girl                                            | That's Showbiz Baby! |
| 2025  | Elle-même                     | FUFN (Fuck You For Now)                            | That's Showbiz Baby! |
| 2025  | Elle-même                     | Plastic Box                                        | That's Showbiz Baby! |
| 2025  | Confidence Man et elle-même   | Gossip                                             | –                    |
| 2025  | Kesha et elle-même            | Boy Crazy                                          | Period               |

## Vidéographie

### Clips
| Année | Titre                         | Réalisateur      | Album                |
| ----- | ----------------------------- | ---------------- | -------------------- |
| 2024  | Midnight Cowboy               | Fa & Fon         | That's Showbiz Baby! |
| 2024  | Angel of My Dreams            | Aube Perrie      | That's Showbiz Baby! |
| 2024  | Fantasy                       | David LaChapelle | That's Showbiz Baby! |
| 2025  | It Girl                       | Fa & Fon         | That's Showbiz Baby! |
| 2025  | FUFN (Fuck You For Now)       | Lucrecia Martel  | That's Showbiz Baby! |
| 2025  | Plastic Box                   | India Harris     | That's Showbiz Baby! |
| 2025  | Gossip (feat. Confidence Man) | India Harris     | —                    |

### Tournée(s)
- 2025 : That's Showbiz Baby! The Tour

### Apparitions
- 2021 : Mirror Mirror de Kamille
- 2022 : Big Bad Mood de Jordan Stephens et Miraa May
- 2024 : Starbuster de Fontaines D.C.

## Distinctions
| Année | Cérémonie                  | Récompense                           | Œuvre remarquable           | Reçue ? |
| ----- | -------------------------- | ------------------------------------ | --------------------------- | ------- |
| 2017  | BBC Radio 1 Teen Awards    | Célébrité la plus divertissante      | Elle-même                   | Non     |
| 2020  | PLT Awards                 | L'influenceuse LGBTQ+ de l'année     | Elle-même                   | Non     |
| 2020  | Ethnicity Awards           | Prix de l'Égalité                    | Elle-même                   | Oui     |
| 2020  | Ethnicity Awards           | Personnalité inspirante              | Elle-même                   | Non     |
| 2021  | Broadcast Digital Awards   | Meilleur format court                | Served! with Jade Thirlwall | Non     |
| 2021  | GAY TIMES Honours          | Solidarité active                    | Elle-même                   | Oui     |
| 2022  | British LGBT Awards        | Personnalité engagée                 | Elle-même                   | Non     |
| 2024  | Popjustice £20 Music Prize | Meilleur single pop britannique      | Angel of My Dreams          | Non     |
| 2024  | UK Music Video Awards      | Meilleur clip pop                    | Angel of My Dreams          | Non     |
| 2024  | UK Music Video Awards      | Meilleure vidéo en direct            | Angel of My Dreams          | Non     |
| 2024  | UK Music Video Awards      | Meilleure performance dans une vidéo | Angel of My Dreams          | Non     |
| 2024  | UK Music Video Awards      | Meilleur style                       | Angel of My Dreams          | Non     |
| 2024  | UK Music Video Awards      | Meilleur montage dans une vidéo      | Angel of My Dreams          | Oui     |
| 2024  | Rolling Stone UK Awards    | Le prix de la chanson de l’année     | Angel of My Dreams          | Non     |
| 2024  | Rolling Stone UK Awards    | Prix du Pionnier                     | Elle-même                   | Oui     |
| 2024  | BreakTudo Awards           | Hymne de l'année                     | Angel of My Dreams          | Non     |
| 2025  | Brit Awards                | Chanson de l'année                   | Angel of My Dreams          | Non     |
| 2025  | Brit Awards                | Artiste Pop de l'année               | Elle-même                   | Oui     |
| 2025  | Music Week Awards          | Campagne de relations publiques      | Elle-même                   | Non     |
| 2025  | Ivor Novello Awards        | Meilleure chanson contemporaine      | Angel of My Dreams          | Non     |

## Liens Externes
- (en) Site officiel
- Ressources relatives à la musique :   - AllMusic
  - Discogs
  - MusicBrainz
- Ressource relative à l'audiovisuel :   - IMDb
- Notices d'autorité :   - VIAF
  - ISNI
  - GND